# 史密斯鎮區 (北卡羅萊納州杜普林縣)
史密斯鎮區（英語：Smith Township）是位於美國北卡羅萊納州杜普林縣的一個鎮區。

## 地方資料
史密斯鎮區的面積為121.72平方千米，皆為陸地。根據2020年美國人口普查的數據，當地共有人口1634人，而人口密度為每平方千米13.42人。